# Playing with Fire (песня Паулы Селинг и Ови)
Playing with fire (от англ. "Играя с огнём") — композиция румынского дуэта Паулы Селинг и Овидиу Чернэуцяну (известного также как Ови Мартин — он же автор песни), представлявшая Румынию на конкурсе Евровидение 2010 в Норвегии. Во время исполнения песни Паула и Ови сидели за двойным стеклянным роялем.
По итогам конкурса дуэт занял 3-е место.

## Клип
Ещё до финала Евровидения клип на эту песню пользовался в Интернете большим успехом. Клип был снят на фотокамеру и в нём были использованы 3D технологии, а также заимствованы идеи из фильма «Аватар».
Сюжет клипа разворачивается в недалеком будущем. Бытовая ссора двух героев (исполнителей песни) трансформируется в компьютерную игру, где они управляют разными персонажами: от пилотов в космической гонке и солдатов до танцоров и роботов. Эпизод с роботами был создан с использованием технологии захвата движения, когда на танцоров одевают особые сенсорные костюмы, позволяющих переносить движения на 3D-модели роботов.

## Кавер-версии
- Филипп Киркоров записал русскоязычную версию песни[2].